# تومسانس کلیتورال شبانه
نعوظ محبل شبانه یا سفتی آلت شبانه (NCT) یک نعوظ خودبه‌خودی محبل در هنگام خواب یا هنگام بیدار شدن در ابتدای صبح است. شبیه فرایند نعوظ صبحگاهی در مردان، که به آن افراشتگی شبانۀ آلت تناسلی مردانه نیز گفته می‌شود، خانم‌ها نیز عمدتاً در مرحله خواب REM، نعوظ محبل یا سفت شدن واژن را تجربه می‌کنند.
به گفته فیشر و همکاران، افزایش جریان خون واژن مرتبط با سفتی محبل شبانه در هنگام خواب رم فرایندی طبیعی در انسان از نظر طول موج، یعنی ۹۵٪ از مراحل خواب رم است. در خواب غیر REM کمی بیشتر اتفاق می‌افتد و مدت زمان هر قسمت کوتاه‌تر به نظر می‌رسد. از نظر بزرگی، سفتی آلت شبانه شبیه به تحریکات وابسته به عشق شهوانی هنگام بیداری است.
این پدیده نخستین‌بار در سال ۱۹۷۰ توسط کاراکان و همکارانش مستند شد، که با یک مطالعه مطالب یادشده در سال ۱۹۸۳ توسط فیشر و همکاران، پیگیری شد.